# رينولد فون فيرنر
رينولد فون فيرنر (بالألمانية: Reinhold von Werner)‏ هو كاتب غير روائي ألماني، ولد في 10 مايو 1825 في Weferlingen ‏ في ألمانيا، وتوفي في 26 فبراير 1909 في فيسبادن في ألمانيا.